# Phausis splendidula
Phausis splendidula is een keversoort uit de familie van de glimwormen (Lampyridae). De wetenschappelijke naam werd gepubliceerd in 1767 door Linnaeus.